# Julius Bauer (Mediziner, 1879)
Julius Isaac Bauer (* 29. November 1879 in Frankfurt am Main; † 4. Juli 1969 in Blackburn, England, Großbritannien) war ein deutscher Kinderarzt.

## Leben
Der der jüdischen Glaubensgemeinschaft angehörende gebürtige Frankfurter Julius Bauer wandte sich nach dem Abitur dem Studium der Medizin an den Universitäten München, Berlin sowie Straßburg zu. Im Anschluss an seine Approbation zum Arzt sowie seine Promotion zum Dr. med. in Straßburg im Jahr 1903 begann Bauer seine Facharztausbildung zum Kinderarzt am Kaiser- und Kaiserin-Friedrich-Kinderkrankenhaus in Berlin bei Adolf Aron Baginsky, die er 1906 abschloss.
Nach Labortätigkeiten bei Paul Ehrlich am Frankfurter Seruminstitut sowie bei Emil von Behring am Hygienischen Institut der Philipps-Universität Marburg wechselte er 1907 als Assistenzarzt zu Arthur Schloßmann an die Kinderklinik der neu gegründeten Medizinischen Akademie Düsseldorf. 1910 zum Oberarzt ernannt, habilitierte Bauer sich im Folgejahr als Privatdozent für die Fächer Kinderheilkunde und Serologie. 1915 erfolgte seine Beförderung zum außerordentlichen Professor. 1918 folgte Julius Bauer dem Ruf als Leitender Arzt am privaten Hamburger Säuglingsheim, auch Klinik für Säuglinge und Kleinkinder genannt, in der Hochallee 1 im Hamburger Stadtteil Harvestehude.
Nach der Machtübernahme durch die Nationalsozialisten wurde er aus rassistischen Gründen verfolgt und 1934 seiner Stellung enthoben. Bis 1938 konnte er jedoch eine Privatpraxis weiterführen. Nachdem er im November 1938 vorübergehend im Konzentrationslager Sachsenhausen in Schutzhaft genommen worden war, gelang ihm im Januar 1939 via Niederlande, von wo aus er in die USA weiterreisen wollte, die Emigration nach England. Bei Kriegseintritt Englands 1940 wurde er im Onchan Internment Camp in Douglas auf der Isle of Man interniert. Ein darauffolgendes Gesuch an den finnischen Botschafter in London zwecks einer Arbeitserlaubnis in Finnland wurde vom finnischen Außenministerium abgelehnt.
Nach seiner Entlassung aus dem Internierungslager war Julius Bauer seit 1942 als Kriegshilfsarzt einem praktischen Arzt in Redhill zugeteilt, 1948 erfolgte erst seine offizielle Registrierung als britischer Arzt. Seit 1944 litt er an einem ernsten Augenleiden, durch das er allmählich erblindete. Im Jahr 1953 kehrte er für kurze Zeit zurück nach Hamburg. Zuletzt lebte er in Blackburn, wo er im Sommer 1969 in seinem 90. Lebensjahr verstarb.
Julius Bauer verfasste über 100 Publikationen, mehrere Handbuchbeiträge sowie Monografien zu seinen speziellen Forschungsgebieten Serologie, Klinik der Infektionskrankheiten, Gesundheitsfürsorge, Kindertuberkulose sowie Milchuntersuchung. Nach ihm ist die Bauer's reaction benannt, eine unterschiedliche Reaktion des Säuglings auf Muttermilch und Kuhmilch.

## Veröffentlichungen (Auswahl)
- Klinische und experimentelle Studien zur Pathologie und Therapie der Tuberkulose im Kindesalter. C. Kabitzsch, Würzburg 1909.